# Церковь Богоявления Господня (Мюнхен)
Церковь Богоявления Господня (нем. Pfarrkirche Erscheinung des Herrn) — римско-католическая приходская церковь в районе Блуменау города Мюнхен (федеральная земля Бавария); была построена 1969—1970 годах.

## История и описание
Вскоре после появления нового района Блюменау на западе Мюнхена, местные жители выразили желание иметь собственный храм. К 1965 году был создан отдельный приход с целью строительства новой церкви. В том же году архитектор Гюнтер Эйзеле (Айзли, Günter Eisele) начал планирование здания и приходского центра для церкви Богоявления Господня. 19 июля 1969 года первый камень в основание здания был заложен епископом Эрнстом Тевесом (Ernst Tewes), а 27 сентября 1970 года архиепископ и кардинал Юлиус Август Дёпфнер освятил храм. Орган был построен в 1975 году по проекту мюнхенской компании мастера Вильгельма Штёберля (Wilhelm Stöberl).